# Джасмін Глессер
Джасмін Глессер  (англ. Jasmin Glaesser, 8 липня 1992) — канадська велогонщиця, олімпійська медалістка.

## Виступи на Олімпіадах
| Олімпіада   | Дисципліна                                 | Місце |
| ----------- | ------------------------------------------ | ----- |
| Лондон 2012 | Командна гонка переслідування, 3000 метрів | 3     |